# Tretja slovenska nogometna liga 1997-1998
La Tretja slovenska nogometna liga 1997-1998 (in lingua italiana: Terzo campionato calcistico sloveno 1997-1998), abbreviata in 3. SNL 1997-1998, fu la sesta edizione della terza serie del campionato di calcio sloveno.

## Avvenimenti
In questa edizione non vi furono retrocessioni (Naklo e Piran ebbero problemi finanziari) poiché l'edizione successiva sarebbe stata impostata a 4 gironi, anziché 2.
Le seconde classificate dei due gironi affrontarono negli spareggi le ultime due classificate della 2. SNL 1997-1998 per due posti nella 2. SNL 1998-1999.

## Girone Ovest
|  | Pos. | Squadra          | Pt | G  | V  | N | P  | GF | GS | DR  |
|  | ---- | ---------------- | -- | -- | -- | - | -- | -- | -- | --- |
|  | 1.   | Tabor Sežana     | 62 | 25 | 20 | 2 | 3  | 63 | 13 | +50 |
|  | 2.   | Svoboda          | 42 | 25 | 11 | 9 | 5  | 41 | 21 | +20 |
|  | 3.   | Ankaran Hrvatini | 40 | 25 | 12 | 4 | 9  | 37 | 27 | +10 |
|  | 4.   | Idrija (−5)      | 35 | 25 | 11 | 9 | 5  | 34 | 17 | +17 |
|  | 5.   | Kolpa            | 35 | 25 | 10 | 5 | 10 | 44 | 36 | +8  |
|  | 6.   | Ilirska Bistrica | 34 | 25 | 9  | 7 | 9  | 28 | 30 | −2  |
|  | 7.   | Bled             | 34 | 25 | 9  | 7 | 9  | 30 | 38 | −8  |
|  | 8.   | Brda             | 33 | 25 | 8  | 9 | 8  | 39 | 30 | +9  |
|  | 9.   | Branik Šmarje    | 33 | 25 | 9  | 6 | 10 | 37 | 43 | −6  |
|  | 10.  | Litija           | 26 | 25 | 7  | 5 | 13 | 26 | 52 | −26 |
|  | 11.  | Bilje            | 22 | 25 | 5  | 7 | 13 | 20 | 40 | −20 |
|  | 12.  | Komenda          | 21 | 25 | 5  | 6 | 14 | 23 | 42 | −19 |
|  | 13.  | Naklo Triglav    | 14 | 25 | 4  | 2 | 19 | 22 | 67 | −45 |
|  | 14.  | Piran            | 28 | 13 | 8  | 4 | 1  | 20 | 8  | +12 |

Legenda:
      Promosso in 2. SNL 1998-1999.
  Partecipa agli spareggi.
      Retrocesso nel Campionato inter−comunale.
      Escluso dal campionato.
Regolamento:
Tre punti a vittoria, uno a pareggio, zero a sconfitta.

## Girone Est
|  | Pos. | Squadra             | Pt | G  | V  | N | P  | GF | GS | DR  |
|  | ---- | ------------------- | -- | -- | -- | - | -- | -- | -- | --- |
|  | 1.   | Pohorje             | 64 | 26 | 20 | 4 | 2  | 82 | 27 | +55 |
|  | 2.   | Bakovci             | 63 | 26 | 20 | 3 | 3  | 71 | 28 | +43 |
|  | 3.   | Črenšovci           | 49 | 26 | 16 | 1 | 9  | 64 | 39 | +25 |
|  | 4.   | Paloma              | 46 | 26 | 14 | 4 | 8  | 58 | 32 | +26 |
|  | 5.   | Goričanka Rogašovci | 40 | 26 | 11 | 7 | 8  | 50 | 43 | +7  |
|  | 6.   | Dravinja            | 34 | 26 | 10 | 4 | 12 | 40 | 53 | −13 |
|  | 7.   | Šoštanj             | 31 | 26 | 10 | 1 | 15 | 45 | 50 | −5  |
|  | 8.   | Odranci             | 31 | 26 | 8  | 7 | 11 | 41 | 47 | −6  |
|  | 9.   | Zreče               | 31 | 26 | 9  | 4 | 13 | 23 | 41 | −18 |
|  | 10.  | Pobrežje            | 29 | 26 | 8  | 5 | 13 | 32 | 60 | −28 |
|  | 11.  | Turnišče            | 27 | 26 | 6  | 9 | 11 | 42 | 48 | −6  |
|  | 12.  | Kungota             | 27 | 26 | 7  | 6 | 13 | 33 | 56 | −23 |
|  | 13.  | Gornji Lakoš        | 21 | 26 | 5  | 6 | 15 | 32 | 61 | −29 |
|  | 14.  | Kovinar Maribor     | 19 | 26 | 4  | 7 | 15 | 22 | 50 | −28 |

Legenda:
      Promosso in 2. SNL 1998-1999.
  Partecipa agli spareggi.
      Retrocesso nel Campionato inter−comunale.
      Escluso dal campionato.
Regolamento:
Tre punti a vittoria, uno a pareggio, zero a sconfitta.

## Spareggi
Le seconde classificate dei due gironi di 3. SNL, Svoboda (Ovest) e Bakovci (Est), incontrarono le ultime due classificate della 2. SNL, Rudar Trbovlje e Factor Črnuče, per due posti nella 2. SNL 1998-1999.
| Squadra 1      | Totale | Squadra 2 | Andata     | Ritorno    |
| -------------- | ------ | --------- | ---------- | ---------- |
|                |        |           | 13.06.1998 | 17.06.1998 |
| Rudar Trbovlje | 5 – 1  | Bakovci   | 5 – 0      | 0 – 1      |
| Factor Črnuče  | 7 – 5  | Svoboda   | 4 – 0      | 3 – 5      |